# كيم سيونغ يون
كيم سيونغ يون (هانغل: 김승연) هو شخصية أعمال كوري الجنوبي، ولد في 7 فبراير 1952.